# Рецепт любви (фильм, 2023)
«Рецепт любви» (фр. La passion de Dodin Bouffant, буквально «Страсть Додена Буффана») — французская романтическая драма, поставленная режиссёром Чан Ань Хунгом. В главных ролях снялись Жюльетт Бинош и Бенуа Мажимель.
Мировая премьера состоялась на 76-м Каннском международном кинофестивале. Премьера фильма во Франции состоялась 8 ноября 2023 года.

## Сюжет
Действие фильма происходит в 1885 году в мире французской гастрономии и рассказывает об отношениях между Эжени, уважаемым шеф-поваром, и Доденом, гурманом, с которым она проработала 20 лет. По мере того, как они всё сильнее влюбляются друг в друга, их связь превращается в роман и приводит к созданию восхитительных блюд, которые впечатляют даже самых знаменитых шеф-поваров мира. Персонаж гурмана основан на Доден-Буффане, созданном Марселем Руффом в романе La Vie et la passion de Dodin-Bouffant, gourmet («Страстный эпикур»).

## В ролях
- Жюльетт Бинош — Эжени;
- Бенуа Мажимель — Доден;
- Эмманюэль Саленже — Рабаз;
- Бонни Шаньо-Равуар — Полина;
- Сара Адлер — мать Полины;
- Патрик д’Асумсао — Гримо.

## Производство
Режиссёром фильма выступил Чан Ань Хунг. В качестве кулинарного консультанта в фильме задействован Пьер Ганьер, шеф-повар, удостоенный 14 звёзд Мишлен. Он также играет небольшую роль в фильме, вместе с Жюльет Бинош, которая играет Эжени, и Бенуа Мажимелем, который играет Додена. Пара не снималась вместе с тех пор, как встретилась на съёмках фильма «Дети века» в 1999 году.
Съёмки фильма проходили в замке в Сегре-ан-Анжу-Бле, департамент Мэн-и-Луара, в апреле и мае 2022 года.

## Отзывы и оценки
На сайте Rotten Tomatoes фильм имеет рейтинг 97 % основанный на 170 отзывах, со средней оценкой 8,5/10. Консенсус критиков гласит: «Эпикурейский, как французская высокая кухня, фильм балует наши вкусы изысканной историей любви для души из семи блюд». На Metacritic средневзвешенная оценка составляет 85 из 100, на основе 43 рецензий, что свидетельствует о «всеобщем признании». На сайте AlloCiné фильм получил средний рейтинг 3,1 из 5 звёзд, основанный на 33 отзывах.
В рецензии The New York Times фильм описан как «элементы радости и печали, юмора и напряжённости, красоты, света и тени сочетаются в идеально сбалансированном впечатлении». RogerEbert.com отметил, что фильм «достиг… тонкого баланса», который «ощущается как волшебный трюк».
Фильм был выбран в качестве французской заявки на лучший международный художественный фильм на 96-й церемонии вручения премии «Оскар» и вошёл в список из 15 фильмов.

## Награды и номинации
| Премия                 | Категория                            | Номинант        | Результат |
| ---------------------- | ------------------------------------ | --------------- | --------- |
| «Выбор критиков»       | Лучший фильм на иностранном языке    |                 | Номинация |
| «Спутник»              | Лучшая женская роль второго плана    | Жюльет Бинош    | Номинация |
| «Сезар»                | Лучшая операторская работа           | Джонатан Рикбур | Номинация |
| «Сезар»                | Лучший дизайн костюмов               | Чан Ны Йен Кхе  | Номинация |
| «Сезар»                | Лучшая работа художника-постановщика | Тома Бакени     | Номинация |
| Каннский кинофестиваль | Золотая пальмовая ветвь              | Чан Ань Хунг    | Номинация |
| Каннский кинофестиваль | Приз за лучшую режиссуру             | Чан Ань Хунг    | Победа    |